# 菊地華麻呂
菊地華麻呂（4月27日—），日本漫畫家。岩手縣江刺市（現・奥州市）出身。 

## 作品
- 灰姑娘的條件、全1冊、原名（2004年1月）
- 誤入野狼天國的女孩、全2冊、原名（2005年5月）
- 我的搖滾男友、全4冊、原名（2006年2月、11月）
- 野蠻白金偶像、全1冊、原名（2007年4月）
- 惡魔哈利路亞、全1冊、原名（2008年3月）
- 我的歌星男友、全1冊、原名（2008年12月）
- 東京搖滾少年、全1冊、原名（2009年10月）
- 我的達令有點怪、全2冊

## 外部連結
- （日語）